# Mouvement citoyenneté
Le Mouvement citoyenneté (arabe : حركة مواطنة) est un parti politique tunisien fondé en 2011 dans la foulée de la révolution tunisienne.

## Histoire
Il dépose une demande de légalisation auprès du ministère de l'Intérieur qu'il obtient le 19 mai 2011.
Il se déclare de tendance « centriste [et] libérale-sociale-écologique » et souhaite contribuer à la « diffusion de la culture politique et démocratique », à l'« instauration de l'esprit citoyen et de la gouvernance active », à la « garantie de la stabilité sociale, d'un développement rationnel, de la liberté et de la dignité dans la souveraineté du peuple et la primauté de la loi », et ce dans le cadre du processus de transition démocratique menant à l'élection de l'assemblée constituante.
Parmi ses objectifs figurent la souveraineté populaire, une vie démocratique « civilisée et évoluée », un environnement propice au rayonnement civilisationnel, culturel et économique de la Tunisie, un système éducatif tenant compte des besoins et spécificités du pays, une économie rationnelle et souveraine permettant une vie digne et tenant compte des ressources naturelles et de la fragilité des écosystèmes.
Le parti se structure à travers un bureau politique, un conseil national, une convention nationale et des cellules de base. Il s'est choisi un logo associant le drapeau et la carte de la Tunisie, la grande mosquée de Kairouan, un palmier et des colonnes carthaginoises. Ses couleurs sont l'orange et le rouge du drapeau national.
Le 7 mars 2013, le parti annonce sa fusion avec l'Union patriotique libre et six autres partis libéraux. 